# David Dornhackl
David Dornhackl (* 3. April 1990 in Hainburg an der Donau) ist ein österreichischer Fußballspieler.

## Karriere
Dornhackl begann seine Karriere beim ASV Petronell. Zwischen 1999 und 2000 spielte er kurzzeitig für den 1. Simmeringer SC, ehe er zu Petronell zurückkehrte. Zur Saison 2005/06 wechselte er in die Jugend des SC-ESV Parndorf 1919. Nach einer Saison bei Parndorf wechselte er zur Saison 2006/07 zum SC Pachfurth. Zur Saison 2007/08 schloss er sich dem sechstklassigen ASV Neudorf/Parndorf an.
Nach einer Saison bei Neudorf kehrte er zur Saison 2008/09 zu Parndorf zurück, wo er fortan für die Zweitmannschaft in der Landesliga zum Einsatz kommen sollte. Nach über drei Jahren bei der Zweitmannschaft stand Dornhackl im April 2012 gegen den Floridsdorfer AC erstmals im Kader der ersten Mannschaft der Burgenländer. Im Mai 2012 debütierte er für Parndorf in der Regionalliga, als er am 25. Spieltag der Saison 2011/12 gegen die Amateure des FC Admira Wacker Mödling in der Startelf stand. Bis Saisonende kam er zu sechs Einsätzen für Parndorf in der Regionalliga und beendete die Saison mit dem Verein auf dem vierten Tabellenrang in der Regionalliga Ost.
Im Mai 2013 erzielte er bei einem 3:2-Sieg gegen die Amateure des FK Austria Wien sein erstes Tor in der dritthöchsten Spielklasse. In der Saison 2012/13 absolvierte er insgesamt 26 Spiele in der Regionalliga und erzielte dabei ein Tor. Mit Parndorf konnte er zu Saisonende Meister werden und somit in der Relegation um den Aufstieg in die zweite Liga spielen. In dieser besiegte man in beiden Spielen den Zweitliga-Tabellenletzten FC Blau-Weiß Linz und stieg somit in die zweite Liga auf. Dornhackl kam in beiden Relegationsspielen über die volle Distanz zum Einsatz. Nach dem Aufstieg debütierte er im Juli 2013 in der zweithöchsten Spielklasse, als er am ersten Spieltag der Saison 2013/14 gegen den SC Austria Lustenau in der Startelf stand. Im August 2013 erhielt er im Burgenland-Derby gegen die SV Mattersburg seine erste Rote Karte im Dress von Parndorf aufgrund einer Notbremse. Im März 2014 erzielte er bei einem 2:1-Sieg gegen Mattersburg auch sein erstes Tor in der zweiten Liga. Bis Saisonende absolvierte er 33 Zweitligaspiele, in denen er ein Tor erzielte. Zu Saisonende belegte er mit Parndorf den neunten und somit vorletzten Tabellenrang, womit man in der Relegation um den Klassenerhalt spielen musste. In dieser scheiterte man jedoch gegen den Meister der Regionalliga Mitte, den LASK, nach einer Niederlage und einem Remis und musste somit in die Regionalliga absteigen. Dornhackl kam wie bereits in der Vorsaison in beiden Relegationspartien zum Einsatz.
Nach dem Abstieg absolvierte er bis zum Ende der Saison 2014/15 15 Spiele in der Regionalliga und erzielte dabei zwei Tore. Mit Parndorf beendete er die Saison als Vizemeister hinter dem SC Ritzing. Da den Ritzingern allerdings die Lizenz für die zweithöchste Spielklasse verweigert worden war, durfte er mit Parndorf an der Relegation um den Aufstieg teilnehmen. In dieser scheiterte man jedoch wie in der Vorsaison am Meister der Regionalliga Mitte, dem SK Austria Klagenfurt, nach einem Sieg und einer Niederlage mit einem Gesamtscore von 5:3. Dornhackl kam in beiden Spielen gegen die Kärntner über die volle Spielzeit zum Einsatz. Somit nahm er mit den Burgenländern auch in der Saison 2015/16 an der Regionalliga teil, in der in jener Saison 29 Spiele absolvierte und dabei vier Treffer erzielte. Mit dem Aufstieg hatte man jedoch in dieser Saison nichts mehr zu tun, man beendete die Saison mit 27 Punkten Rückstand auf den Meister SV Horn als Siebter. In der Saison 2016/17 platzierte er sich mit Parndorf auf dem neunten Tabellenrang, Dornhackl absolvierte in jener Spielzeit 25 Regionalligaspiele und erzielte dabei vier Tore.
In der Saison 2017/18 kam er in 30 von 31 Saisonspielen zum Einsatz, lediglich am 21. Spieltag befand er sich gegen den ASK-BSC Bruck/Leitha nicht im Kader von Parndorf. Mit Parndorf beendete er jene Saison auf dem 13. Tabellenrang.